# Сем з плутоднем
«Сем з плутоднем» (нід. Sam, of de Pluterdag) — науково-фантастичний роман фламандського письменника Пауля ван Герка, опублікований у 1968 році.
Нагороджений першою премією на Європейському з'їзді з наукової фантастики у Трієсті.

## Сюжет
У романі сатирично описана антиутопія майбутнього, громадяни якої, залежно від майнового стану, володіють тією чи іншою кількістю «додаткових» днів на тиждень; вигідно одружившись з дівчиною з вищого кола (що має доступ до восьмого дня — «плутодня»), герой робить кар'єру, і його син вже підшукує собі наречену з дев'ятим днем.
«Плутодень» (Pluterdag) — додатковий день тижня, який можна використати, якщо вдається заощадити час (наприклад, подорожуючи літаком замість поїзда). Оскільки тільки багатирі мають можливість економії часу, то плутодень залишається уділом «небагатьох щасливців». Існування плутоднів тримають у секреті від простого народу.

## Видання
Оригінальне видання

- Sam, of de Pluterdag (Amsterdam: J.M. Meulenhoff, 1968)

Англійський переклад

- Where were you last Pluterday? (New York: DAW Books, 1973 ISBN 0-87997-051-0)

Німецький переклад

- Framstag Sam (München: Heyne Verlag, 1981 ISBN 3-453-30695-3)

Французький переклад

- Crésudi dernier ? (Paris: Librairie des Champs-Elysées, 1977 ISBN 2-7024-0602-5)